# Brasília Futebol Clube
El Brasília Futebol Clube és un club de futbol brasiler de la ciutat de Brasília al Districte Federal del Brasil.

## Història
És el club més antic de Brasília. Va ser fundat el 2 de juny de 1975 amb el nom Brasília Esporte Clube pels emprenedors José da Silva Neto i Vicente de Paula Rodrigues. En total ha guanyat 8 cops el campionat estatal, el darrer l'any 1987. La secció de futbol del club fou comprada el 1999 per Brasília Promoções e Participações Desportivas S/A, i fou reanomenada Brasília Futebol Clube, adoptant un nou logotip i canviant els seus colors del vermell al groc i blau. Retornà al color vermell el 2002.

## Palmarès
- Campionat brasiliense: 
  - 1976, 1977, 1978, 1980, 1982, 1983, 1984, 1987

- Copa Verde:
  - 2014

- Segona Divisió del Campionat brasiliense: 
  - 2001, 2008

- Copa JK:
  - 2013

## Estadi
Brasília juga els seus partits a l'Estadi Antônio Otoni Filho, conegut com a CAVE. Té una capacitat de 5.000 espectadors. També juga a l'Estadi Mané Garrincha.